# Potyond
Potyond là một thị trấn thuộc hạt Győr-Moson-Sopron, Hungary. Thị trấn này có diện tích 2,84 km², dân số năm 2010 là 107 người, mật độ 38 người/km².